# ماركوس بوليدو
ماركوس بوليدو (بالإسبانية: Marcos Pulido)‏ هو راكب الكنو مكسيكي، ولد في 18 أغسطس 1995.

## وصلات خارجية
- ماركوس بوليدو على موقع أوليمبيديا (الإنجليزية)